# اوی‌سیلواش
اوی‌سیلواش (به مجاری:  Újszilvás) یک منطقهٔ مسکونی در مجارستان است که در ناحیه تسگلد واقع شده‌است.